# 진안 이씨
진안 이씨(鎭安李氏)는 전북특별자치도 진안군을 본관으로 하는 한국의 성씨이다.

## 역사
진안 출신의 이특룡(李特龍)을 시조로 한다. 이특룡은 진사 급제 후 시정을 개선하고자 상소를 몇 차례 올렸다가 안북으로 유배되었는데, 훗날 그 후손들이 이특룡에 대한 사적을 찾았으나 대부분 소실되어 알지 못 하고, 그 출신지 진안을 관향으로 삼았다. 이후 고려 때 보문각 직제학(直提學)을 지낸 이교(李校)가 명나라 홍무 연간에 진안에 귀양을 오면서 스스로 '처사'를 칭하였고, 이교의 자손들이 진안에 뿌리를 내려 거주하게 되었다.

## 주요 인물
- 이재명 - 독립운동가[1]

## 집성촌
- 전북특별자치도 진안군 부귀면 거석리
- 평안북도 철산군
- 평안북도 선천군
- 평안북도 박천군 양가면 서동동
- 평안북도 용천군 외상면
- 인천광역시 서구

## 항렬자
- 15세 철(哲)
- 16세 일(一)
- 17세 간(幹)
- 18세 석(錫)
- 19세 만(萬)
- 20세 학(學)
- 21세 문(文)
- 22세 욱(郁)

## 인구
1985년 진안 이씨는 대한민국에 682가구 2,861명이 살았다. 2000년에는 943가구 3,120명이 있었으며, 그 중 전라북도에 192가구 643명이, 진안군에 58가구 156명이 있었다.